# Comuna Udești, Suceava
Udești (în trecut și Uidești) este o comună în județul Suceava, Bucovina, România, formată din satele Chilișeni, Luncușoara, Mănăstioara, Plăvălari, Poieni-Suceava, Racova, Reuseni, Rușii-Mănăstioara, Securiceni, Știrbăț și Udești (reședința). Cea mai mare parte a comunei este localizată în Bucovina, excepție făcând doar satele Racova și Știrbăț. Localitatea Udești, centrul comunei, este una dintre cele mai vechi așezări românești (protoromâne) de la răsărit de Carpații Orientali, aici fiind descoperită o așezare romanică din secolul al V-lea.
În localitate se află Casa memorială Eusebiu Camilar. Tot aici sunt organizate numeroase concursuri de literatură.
În satul Reuseni (comuna Udești) se află Biserica "Tăierea Capului Sfântului Ioan Botezătorul", ctitorie a lui Ștefan cel Mare (construită între anii 1503-1504).

## Demografie
Componența etnică a comunei Udești
     Români (87,73%)
     Romi (3,81%)
     Alte etnii (0,11%)
     Necunoscută (8,36%)
Componența confesională a comunei Udești
     Ortodocși (64%)
     Penticostali (18,34%)
     Creștini după evanghelie (7,38%)
     Alte religii (1,67%)
     Necunoscută (8,61%)
Conform recensământului efectuat în 2021, populația comunei Udești se ridică la 7.384 de locuitori, în scădere față de recensământul anterior din 2011, când fuseseră înregistrați 7.566 de locuitori. Majoritatea locuitorilor sunt români (87,73%), cu o minoritate de romi (3,81%), iar pentru 8,36% nu se cunoaște apartenența etnică. Din punct de vedere confesional, majoritatea locuitorilor sunt ortodocși (64%), cu minorități de penticostali (18,34%) și creștini după evanghelie (7,38%), iar pentru 8,61% nu se cunoaște apartenența confesională.

## Politică și administrație
Comuna Udești este administrată de un primar și un consiliu local compus din 15 consilieri. Primarul, Cristea Ostrovan[*], de la Partidul Social Democrat, este în funcție din 2016. Începând cu alegerile locale din 2024, consiliul local are următoarea componență pe partide politice:
|  | Partid                              | Consilieri | Componența Consiliului | Componența Consiliului | Componența Consiliului | Componența Consiliului | Componența Consiliului | Componența Consiliului |
|  | ----------------------------------- | ---------- | ---------------------- | ---------------------- | ---------------------- | ---------------------- | ---------------------- | ---------------------- |
|  | Partidul Social Democrat            | 6          |                        |                        |                        |                        |                        |                        |
|  | Partidul Național Liberal           | 4          |                        |                        |                        |                        |                        |                        |
|  | Alianța pentru Unirea Românilor     | 3          |                        |                        |                        |                        |                        |                        |
|  | Partidul Național Conservator Român | 1          |                        |                        |                        |                        |                        |                        |
|  | Găitan Constantin                   | 1          |                        |                        |                        |                        |                        |                        |

## Personalități
- Haralambie Mihăescu (1907-1985) - lingvist, filolog, membru corespondent al Academiei Române
- Eusebiu Camilar (1910-1965) - scriitor
- Mircea Motrici (1953-2007) - scriitor, publicist, reporter radio
- Vasile Rotari (1886-1937) - fondator și membru marcant al comunității române din Montreal (Canada)
- Constantin Ștefuriuc (n. 1946) - scriitor
- Silvius Varvaroi (1935-2006) - muzician, profesor de contrabas la Universitatea de Arta "George Enescu" din Iași;
- Mariana Lungu (n. 1952), interpretă de muzică populară din Moldova;
- Alexandru Recolciuc (n. 1978), interpret de muzică populară din Bucovina;
- Traian Popovici (1892–1946), avocat român, decorat de Statul Israel cu titlul și medalia „Drept între popoare” (ebraică Hasid umot olam) și cu Cetățenia de Onoare a Israelului datorită actelor sale umanitare și de mare eroism, deoarece contribuit la salvarea a douăzeci de mii de evrei în timpul Holocaustului.
- Nicolae Ciubotaru (1898-1972) general de vanatori de munte,  decorat cu ordinul Mihai Viteazul, detinut politic sub comunisti[necesită citare]
- Vasile Ciubotaru , politician taranist, inchis sub comunisti timp de 13 ani[necesită citare]
- Ioan Căpreanu (1927-2003) , conferentiar universitar, prodecan la Universitatea Națională de Arte George Enescu din Iași; scriitor.

## Obiective turistice
- Casa memorială Eusebiu Camilar de la Udești
- Casa memorială Mircea Motrici de la Udești
- Capela Înălțarea Domnului din Udești - construită între anii 1925-1936 pe locul unde s-a aflat fosta biserică de lemn a satului

## Imagini

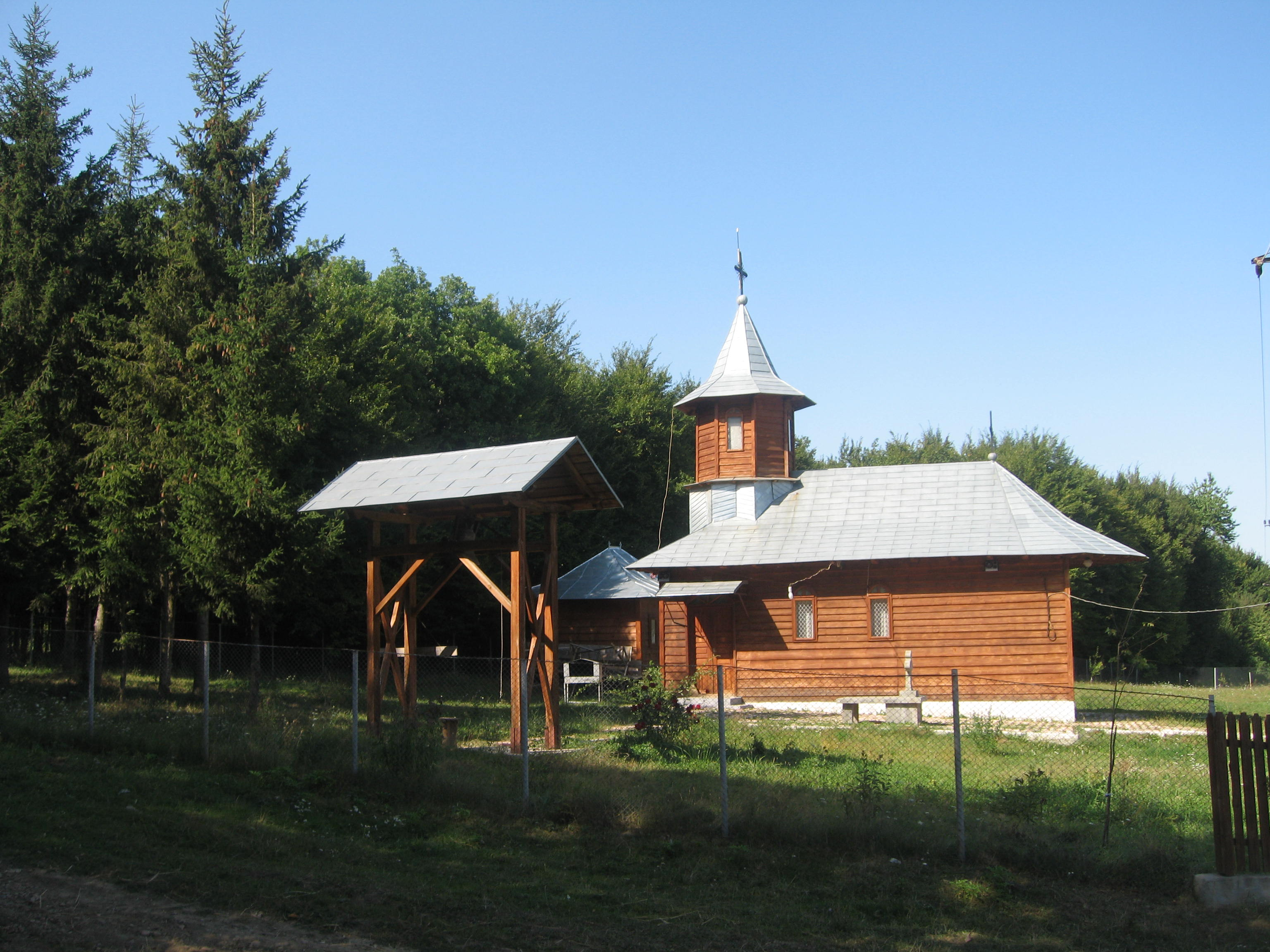
Biserica de lemn din Udești
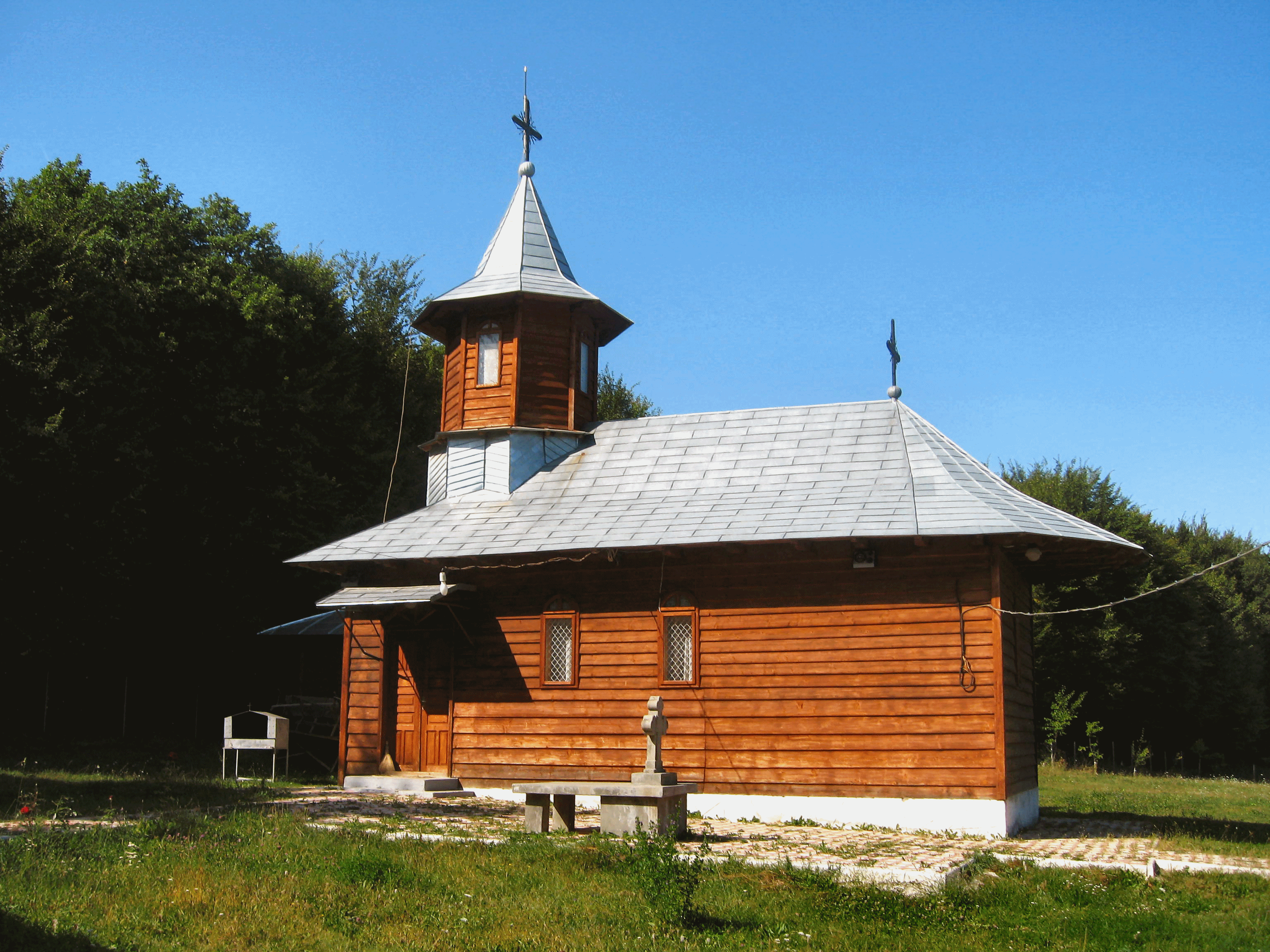
Biserica de lemn din Udești
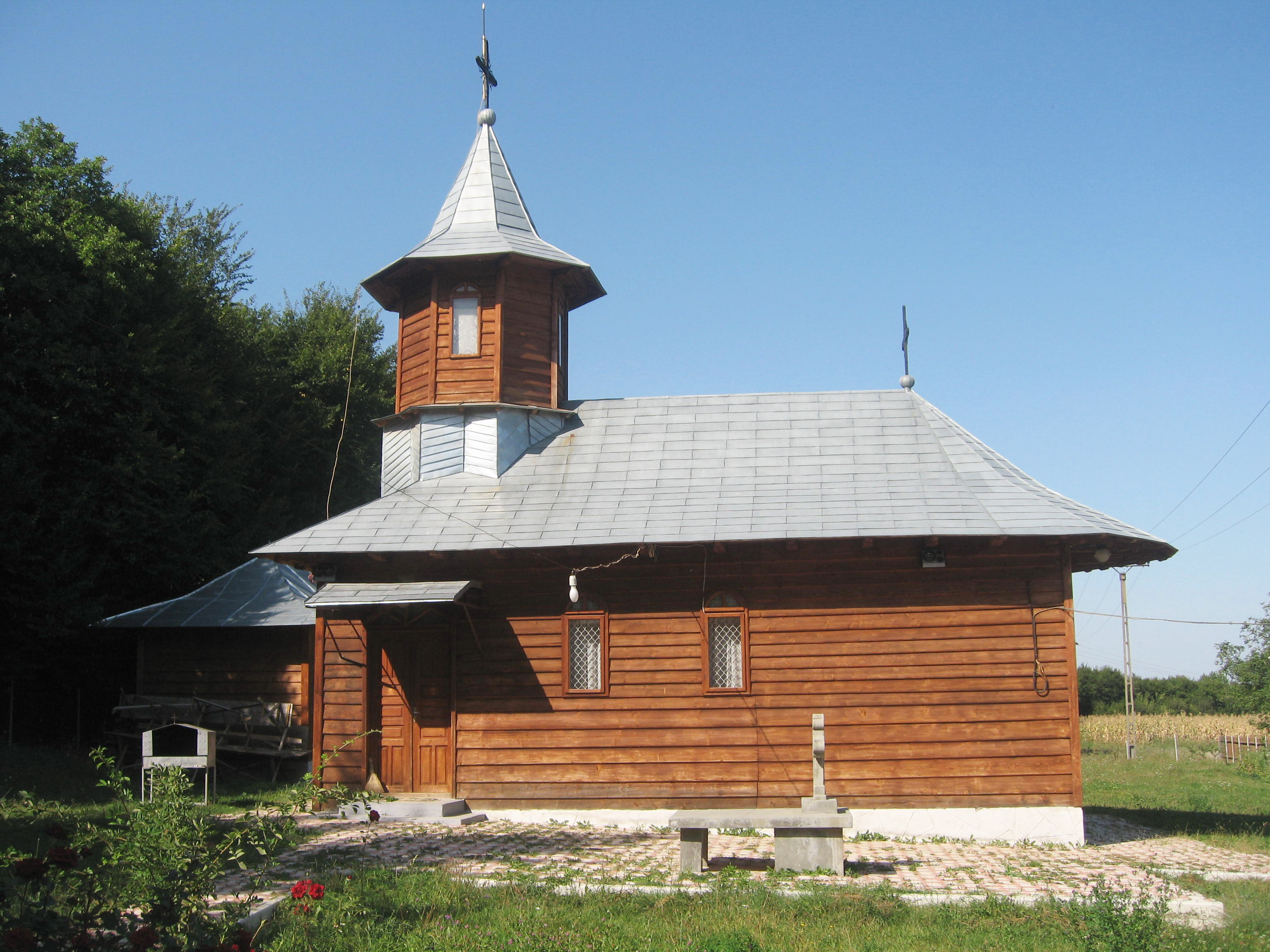
Biserica de lemn din Udești
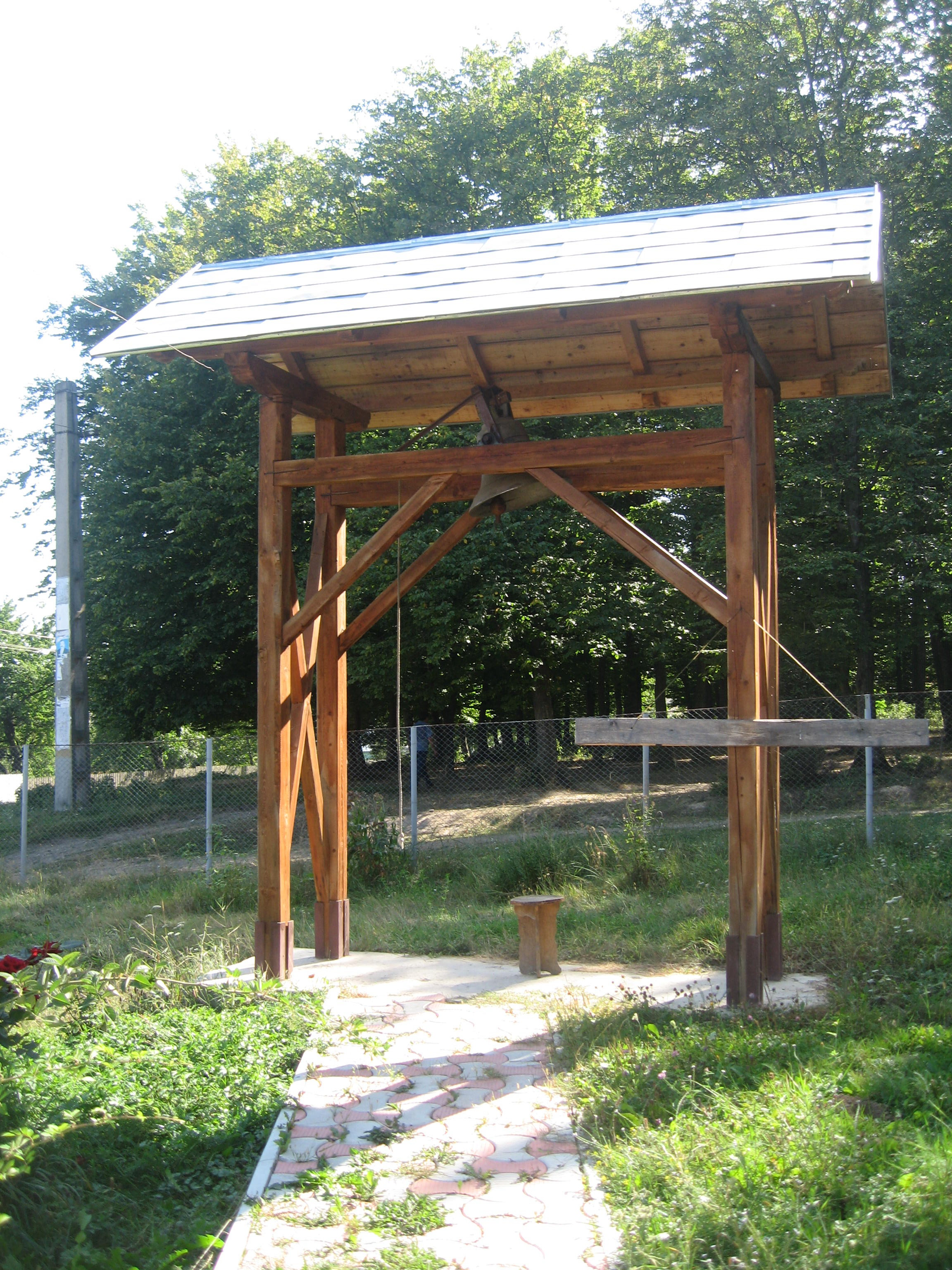
Clopotnița